# 46 Ceti
Désignations
46 Ceti (en abrégé 46 Cet) est une étoile géante de la constellation équatoriale de la Baleine. Elle est visible à l'œil nu et sa magnitude apparente est de 4,91.

## Environnement stellaire
46 Ceti présente une parallaxe annuelle de 11,37 ± 0,28 mas telle que mesurée par le satellite Gaia, ce qui permet d'en déduire qu'elle est distante de 87,93 ± 2,15 pc (∼287 al) de la Terre. Elle se rapproche actuellement du Système solaire à une vitesse radiale héliocentrique de −23 km/s, et elle devrait passer au plus près dans environ 2,2 millions d'années, où elle sera alors à une distance d'environ 56,56 pc (∼184 al).
46 Ceti est une étoile solitaire, qui ne possède pas de compagnon stellaire connu avec lequel elle serait physiquement associée.

## Propriétés
Âgée d'environ 4 milliards d'années, 46 Ceti est une étoile géante rouge évoluée de type spectral K2+ III–IIIb CN0,5. La notation « CN0,5 » de son suffixe indique qu'elle possède une surabondance légère en cyanogène dans son atmosphère stellaire. L'étoile est 1,38 fois plus massive que le Soleil et son rayon est devenu 19 fois plus grand que le rayon solaire. Elle est 132 fois plus lumineuse que le Soleil et sa température de surface est de 4 316 K. Sa vitesse de rotation projetée est trop faible pour pouvoir être mesurée.